# Hanna (Prophetin)

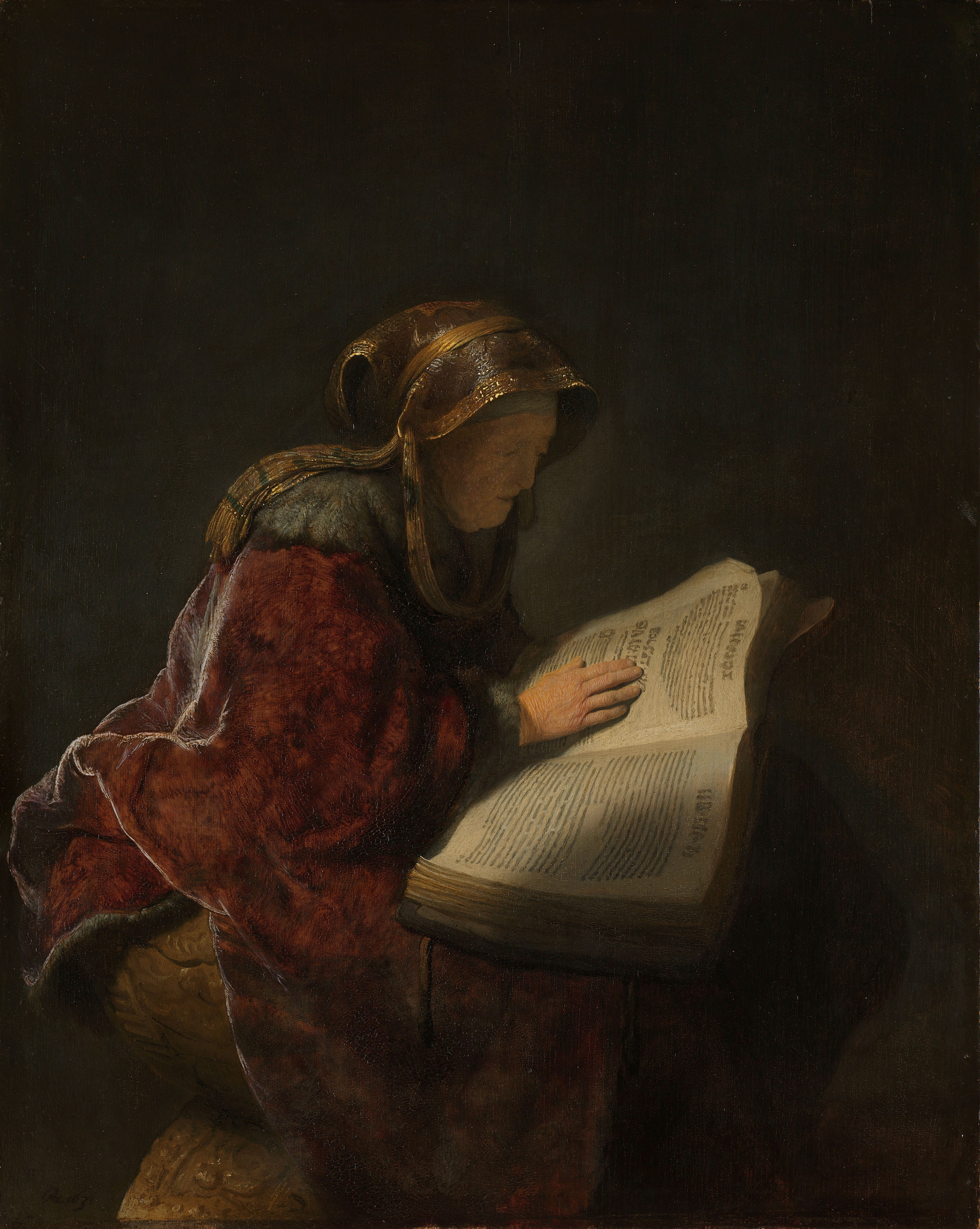
Die Prophetin Hanna (Gemälde von Rembrandt van Rijn, 1631)

Die Prophetin Hanna, auch Anna, ist eine weibliche Gestalt im Neuen Testament der Bibel. Der hebräische Name bedeutet „die Begnadete“.

## Neutestamentlicher Befund
Im zweiten Kapitel des Lukasevangeliums (Lk 2,36–38 ) wird Hanna als 84-jährige Witwe beschrieben, die sich ständig im Tempel aufhält, dort Tag und Nacht mit Fasten und Beten Gott dient. Sie ist jüdischer Herkunft, eine Tochter Penuëls aus dem Stamm Ascher, die sehr jung heiratete und sieben Jahre mit ihrem Mann lebte. Wie zuvor Simeon erkennt sie im Kind Jesus bei der Präsentation im Tempel den verheißenen Messias und verbreitet die gute Botschaft unter allen, die sich nach der Erlösung Jerusalems sehnen.

## Deutungen
Als eine der wenigen mit Namen genannten alten Menschen in den Evangelien verkörpert Hanna die jüdischen Traditionen und die Offenheit für den erhofften Messias. In Hanna ist die Tradition der alttestamentlichen Prophetinnen aufgenommen. Hannas Lobpreis ist nicht wie der so genannte Lobgesang des Simeon wörtlich festgehalten, kann aber als Bestätigung des von Simeon über Jesus Gesagten gesehen werden.
Umstritten ist, ob sich die angegebenen 84 Jahre auf die Dauer von Hannas Witwenschaft oder auf ihr Lebensalter beziehen. Als denkbar gilt auch, dass die Zahl 84 für 12 mal 7 Jahre für jeden der Stämme Israels steht.
Als Prophetin des Neuen Testamentes ist Hanna, die ihrer gesellschaftlichen Isolation als alte Frau und kinderlose Witwe den Widrigkeiten ihrer Zeit trotzt, eine Schlüsselfigur der Bibelinterpretation aus Sicht der feministischen Theologie. Hanna verkünde die Botschaft vom einen Gott Israels, der auf der Seite der Schwachen und Unterdrückten steht.

## Rezeption
Gedenktage der Heiligen feiern die katholische (3. Februar, 1. September), orthodoxe (3. Februar, 28. August), armenische (3. Februar, 15. Februar, 9. April, 16. April, 1. September) und syrisch-orthodoxe Kirche (2. Februar).
Das Leben der Hanna, die jahrelang auf den Messias gewartet hat, ist Gegenstand des Kinder-Musicals von Birgit Minichmayr mit dem Titel Die Prophetin Hanna – Das lang ersehnte Geschenk.
In der Kunst ist Hanna meist Bildfigur in der Tempelszene mit Simeon in zahlreichen Frescomalerein und in Gemälden von Rembrandt (Simeon im Tempel, 1627) oder Gerbrand van den Eeckhout (Die Darstellung Christi im Tempel, 1671). Rembrandt stellt seine Mutter als Prophetin Hanna im Porträt dar (Die Prophetin Hanna, 1631).
Die Estnisch-Orthodoxe Apostolische Admiralitätskirche in Tallinn wird Kirche des Heiligen Simeon und der Prophetin Hanna genannt.

## Galerie

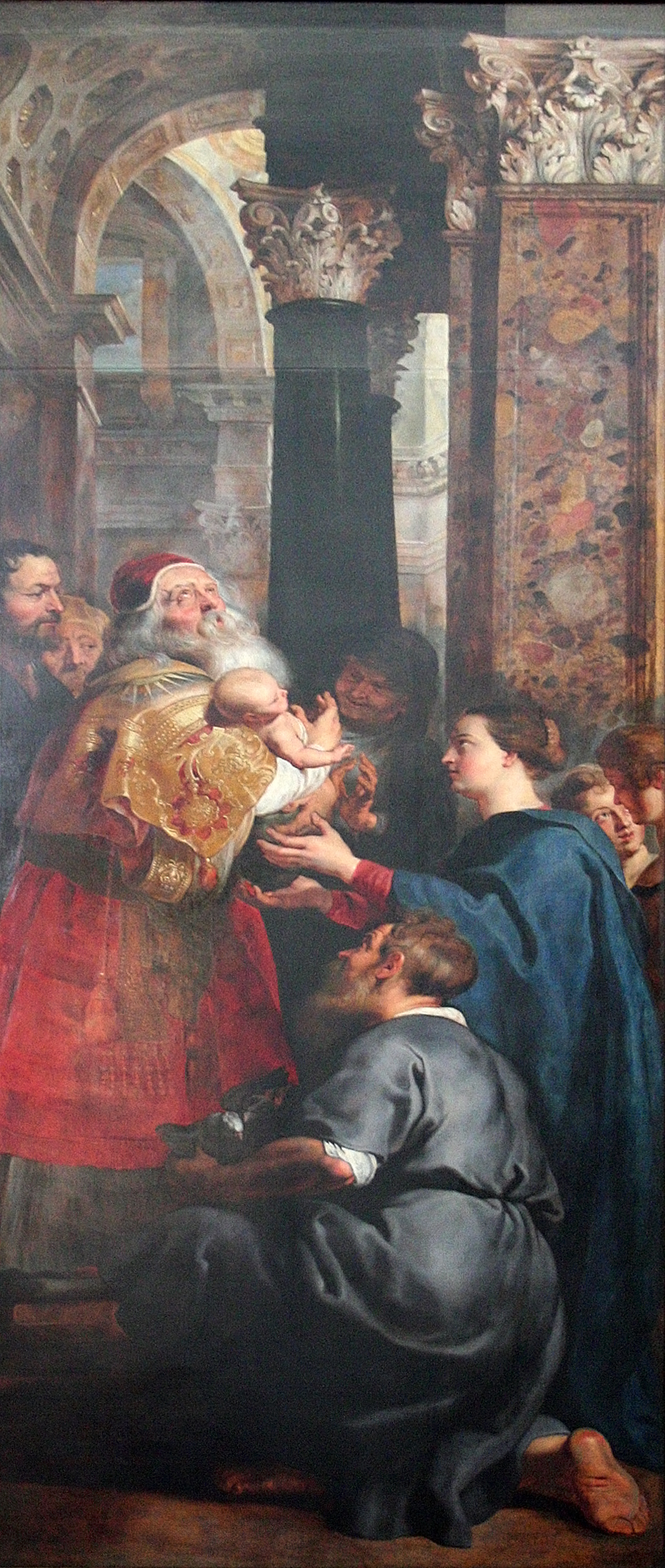
Peter Paul Rubens: Jesus im Tempel mit Simeon (Liebfrauenkathedrale Antwerpen), zwischen 1611 und 1614
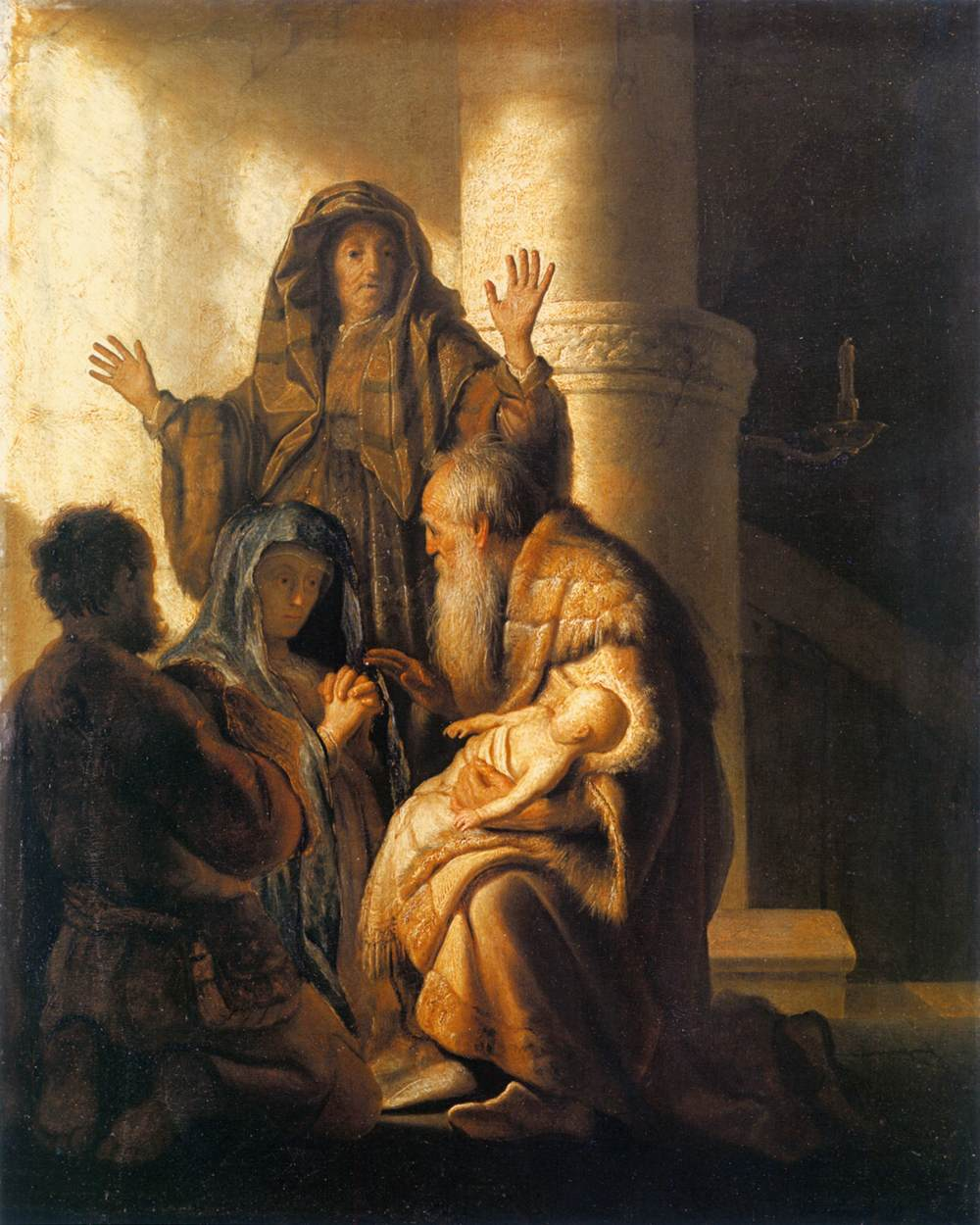
Rembrandt van Rijn: Simeon im Tempel, 1627–1628
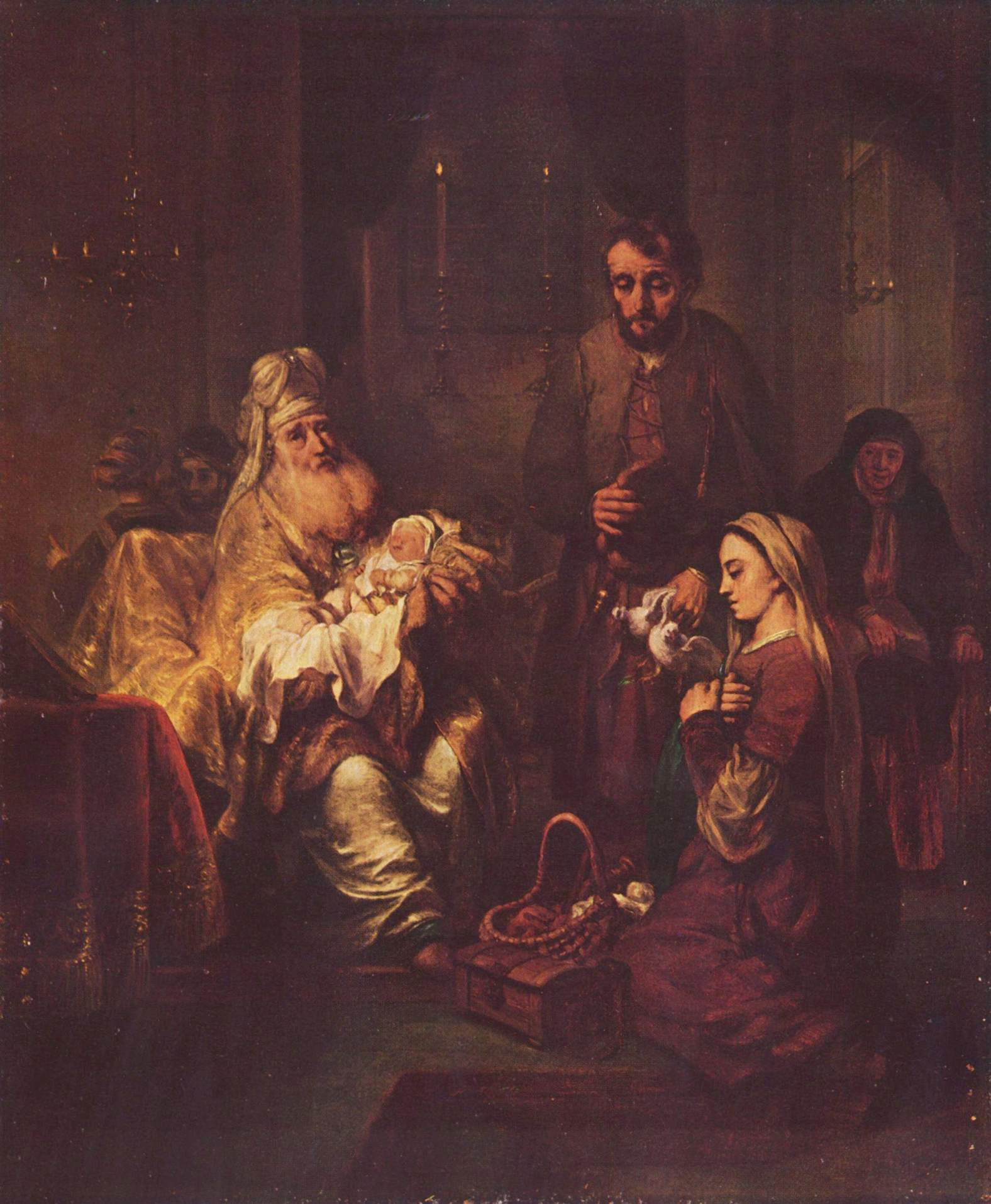
Gerbrand van den Eeckhout: Die Darstellung Christi im Tempel, 1671